# Sant Kabir Nagar (huyện)
Huyện Sant Kabir Nagar là một huyện thuộc bang Uttar Pradesh, Ấn Độ. Thủ phủ huyện Sant Kabir Nagar đóng ở Khalilabad. Huyện Sant Kabir Nagar có diện tích 1442 ki lô mét vuông. Đến thời điểm năm 2001, huyện Sant Kabir Nagar có dân số 1424500 người.